# Brillia japonica
Brillia japonica är en tvåvingeart som beskrevs av Tokunaga 1939. Brillia japonica ingår i släktet Brillia och familjen fjädermyggor. Inga underarter finns listade i Catalogue of Life.